# Jiangyin-Brücke
Die Jiangyin-Brücke (chinesisch 江陰長江大橋) ist eine Hängebrücke über den Jangtsekiang in der Provinz Jiangsu in der Volksrepublik China. Die 1997 eröffnete Brücke ist die erste chinesische Hängebrücke mit einer Spannweite von über einem Kilometer und war die erste Brücke talwärts von Nanjing. Die Brücke gehört zu den zehn längsten Hängebrücken der Welt.

## Technische Beschreibung
Das Bauwerk mit einer Spannweite von 1385 m führt sechs Fahrspuren der Jinghu-Autobahn Peking–Shanghai über den Fluss. Es wurde bewusst eine Konstruktion gewählt, welche keine Pfeiler in der Mitte des Flussbettes nötig macht. Dadurch wurde vermieden, dass sich die Strömungsverhältnisse im Fluss ändern, was zu Ablagerungen oder Kolkbildung hätte führen können. Außerdem wird dadurch die Schifffahrt nicht behindert. Die Brücke bietet unter dem Versteifungsträger eine lichte Höhe von 50 m, so dass Schiffen bis 50.000 DWT die Brücke passieren können.
Die 186,8 m hohen Betonpylonen stehen sehr nahe am Flussufer, so dass nur der Abschnitt zwischen den beiden Pylonen als Hängebrücke ausgeführt wurde. Stahlbetonbalkenbrücken dienen als Vorbrücken und reichen bis zu den Pylonen. Durch diese Bauweise konnte der Versteifungsträger der Hängebrücke leichter gehalten werden, was der schwierigen Verankerung der Tragkabel entgegenkam. Der sandige Boden der Nordseite machte einen sehr großen Ankerblock notwendig mit den Abmessungen 51 × 69 m bei einer Tiefe von 58 m.
Die Tragkabel sind aus vorfabrizierte Paralleldrahtseilen (PPWS) ausgeführt. Jedes Tragkabel besteht aus 169 Seilen, die wiederum je aus 127 Drähten mit einem Durchmesser von 5,35 mm bestehen. Der Fahrbahnträger ist als aerodynamisch optimierter Stahlkastenträger ausgeführt, der bei einer Breite von 36,9 m nur 3 m hoch ist.